# Olimpiada Matematyczna
Olimpiada Matematyczna – przedmiotowa olimpiada szkolna z zakresu matematyki. Jest najstarszą w Polsce olimpiadą przedmiotową. Po raz pierwszy odbyła się w roku szkolnym 1949/1950 z inicjatywy ówczesnego ministra oświaty dra Stanisława Skrzeszewskiego oraz prezesa Polskiego Towarzystwa Matematycznego prof. dra Kazimierza Kuratowskiego.
Laureatami pierwszej edycji olimpiady zostali m.in. przyszli członkowie rzeczywiści PAN: Czesław Bessaga i uczeń I LO im. Mikołaja Kopernika w Gdańsku Aleksander Pełczyński oraz przyszli profesorowie: Stefan Rolewicz i uczeń I LO im. Mikołaja Kopernika w Łodzi Andrzej Ehrenfeucht.
Olimpiada skierowana jest do uczniów szkół średnich, ale mogą w niej brać udział również uczniowie szkół podstawowych. Do startu uprawnieni są uczniowie polskich szkół oraz obywatele polscy uczący się za granicą. Począwszy od 2009 olimpiadę organizuje Stowarzyszenie na Rzecz Edukacji Matematycznej. Olimpiada jest finansowana przez Ministerstwo Edukacji Narodowej, na podstawie wyników otwartego konkursu ofert.
Olimpiada organizuje corocznie dwutygodniowy obóz naukowy w Mszanie Dolnej (wcześniej w Zwardoniu), będący formą przygotowania kadry do zawodów międzynarodowych.
Fotografia wykonana podczas obozu olimpiady w Zwardoniu w 1997 roku została memem internetowym. Został na niej uwieczniony Tomasz Czajka.

## Przebieg
Zadania na Olimpiadzie Matematycznej można podzielić na cztery dziedziny: algebrę, geometrię, teorię liczb i kombinatorykę. Sprawdzają one przede wszystkim umiejętność myślenia matematycznego, wymagając przy tym bogatej wiedzy teoretycznej. Kluczowy dla rozwiązania zadania jest często również dobry pomysł, na który można wpaść po poczynieniu kilku trafnych obserwacji, wyciągnięciu odpowiednich wniosków i dostrzeżeniu pewnych analogii.
Za rozwiązanie każdego zadania można zdobyć zero punktów, dwa punkty, pięć punktów lub sześć punktów. Sześć punktów otrzymuje się za poprawne rozwiązanie, ewentualnie z niewielkimi usterkami. Rozwiązanie na pięć punktów może zawierać usterkę, która nie dyskwalifikuje zadania jako rozwiązanego. Dwa punkty można zdobyć za nierozwiązane zadanie pod warunkiem, że rozwiązana została co najmniej połowa zadania. Skala ocen jest zatem identyczna z tą stosowaną na organizowanej od 2005 Olimpiadzie Matematycznej Juniorów.
Zawody Olimpiady Matematycznej podzielone są na trzy etapy:
- zawody stopnia I – składają się z trzech tur, każda z nich trwa około miesiąca i składa się z czterech zadań, które uczestnicy rozwiązują w domu, a następnie przesyłają do odpowiedniego terytorialnie komitetu okręgowego poprzez stronę internetową (do 2022 roku drogą pocztową);
- zawody stopnia II – trwają dwa dni, każdego z nich uczestnicy mają pięć godzin na rozwiązanie trzech zadań,
- zawody stopnia III – stanowią finałowy etap olimpiady, odbywają się na takich samych zasadach jak zawody II stopnia, następuje po nich wycieczka dla uczestników oraz uroczyste zakończenie z ogłoszeniem wyników i składów reprezentacji na zawodu międzynarodowe[10].

Zawodnicy, którzy wzięli udział w trzecim etapie Olimpiady Matematycznej mają zapewnioną ocenę celującą z matematyki na koniec roku, maksymalny wynik z matury z matematyki (na poziomie rozszerzonym) oraz możliwość studiowania na wielu uczelniach wyższych (również na wydziałach niezwiązanych z matematyką). Laureaci olimpiady mają zapewniony wolny wstęp na jeszcze większą liczbę wydziałów. Ponadto najlepsi uczestnicy biorą udział w obozie naukowym oraz reprezentują Polskę w zawodach międzynarodowych, w tym Międzynarodowej Olimpiadzie Matematycznej.

## Zwycięzcy olimpiad od LII edycji
| Lp.    | Rok       | Uczeń/Uczennica     | Szkoła                                          |
| ------ | --------- | ------------------- | ----------------------------------------------- |
| LXXVI  | 2024/2025 | Magdalena Pudełko   | V LO im. A. Witkowskiego w Krakowie             |
| LXXV   | 2023/2024 | Konstanty Smolira   | LO im. Królowej Jadwigi w Lublinie              |
| LXXIV  | 2022/2023 | Mateusz Gabzdyl     | V LO w Bielsku-Białej                           |
| LXXIII | 2021/2022 | Antoni Buraczewski  | III LO im. A. Mickiewicza we Wrocławiu          |
| LXXII  | 2020/2021 | Juliusz Banecki     | Gdańskie Liceum Autonomiczne                    |
| LXXI   | 2019/2020 | Kosma Kasprzak      | XXXVIII Dwujęzyczne LO w Poznaniu               |
| LXX    | 2018/2019 | Juliusz Banecki     | Gdańskie Liceum Autonomiczne                    |
| LXIV   | 2017/2018 | Daniel Murawski     | XIV LO im. S. Staszica w Warszawie              |
| LXVIII | 2016/2017 | Mariusz Trela       | V LO w Krakowie                                 |
| LXVII  | 2015/2016 | Piotr Ambroszczyk   | II LO im. M. Skłodowskiej-Curie w Końskich      |
| LXVI   | 2014/2015 | Konrad Jan Paluszek | XIV LO im. S. Staszica w Warszawie              |
| LXV    | 2013/2014 | Karol Kaszuba       | XIV LO im. S. Staszica w Warszawie              |
| LXIV   | 2012/2013 | Konrad Jan Paluszek | XIV LO im. S. Staszica w Warszawie              |
| LXIII  | 2011/2012 | Maciej Dulęba       | XIV LO im. P. Belgijskiej we Wrocławiu          |
| LXII   | 2010/2011 | Filip Borowiec      | I LO im. S. Żeromskiego w Kielcach              |
| LXI    | 2009/2010 | Damian Orlef        | III LO w Zabrzu                                 |
| LX     | 2008/2009 | Jakub Oćwieja       | V LO w Bielsku-Białej                           |
| LIX    | 2007/2008 | Przemysław Mazur    | II LO im. Króla Jana III Sobieskiego w Krakowie |
| LVIII  | 2006/2007 | Przemysław Mazur    | II LO im. Króla Jana III Sobieskiego w Krakowie |
| LVII   | 2005/2006 | Przemysław Mazur    | II LO im. Króla Jana III Sobieskiego w Krakowie |
| LVI    | 2004/2005 | Michał Pilipczuk    | XIV LO im. S. Staszica w Warszawie              |
| LV     | 2003/2004 | Mateusz Michałek    |                                                 |
| LIV    | 2002/2003 | Marcin Pilipczuk    | XIV LO im. S. Staszica w Warszawie              |
| LIII   | 2001/2002 | Paweł Parys         | II LO im. S. Staszica w Tarnowskich Górach      |
| LII    | 2000/2001 | Jakub Byszewski     | I LO im. J. Słowackiego w Chorzowie             |